# Salar de Coipasa
Salar de Coipasa is met een oppervlakte van ongeveer 2218 km² de op een na grootste zoutvlakte van Bolivia. De grootste zoutvlakte van Bolivia is de Salar de Uyuni. De Salar de Coipasa is gelegen in de deelstaat Oruro en ligt op een hoogte van 3680 m. Salar de Coipasa bevindt zich in het centraal westelijk gedeelte van het Hoogland van Bolivia.
Salar de Coipasa omgeeft volledig het Coipasameer. De rotsen die de zoutvlakte omgeven bestaan voornamelijk uit vulkanisch gesteente.